# Vlag van Modave
De vlag van Modave is op 26 maart 1992 bij raadsbesluit vastgesteld als de vlag van de Luikse gemeente Modave. De vlag kan als volgt worden beschreven:
Twee even lange banen van wit en van blauw met op het midden het gemeentewapen.
De vlag werd pas op 12 augustus 1992 bevestigd door de Franse Gemeenschapsregering. De kleuren van de vlag zijn afkomstig op het gemeentewapen, dat ook op de vlag is afgebeeld.